# 广州的轨道交通系统
广州市的轨道交通系统为在广东省广州市运行的所有城市轨道交通线路，主要由以下4部分组成：
- 珠江三角洲地区城际轨道交通[1]；
- 地鐵線[2]
- 轻型铁路系统，现有广州有轨电车；
- 胶轮路轨系统，现有APM线，由廣州地鐵營運。

## 珠江三角洲地区城际轨道交通
珠江三角洲地区城际轨道交通系统，是以廣州為中心的城際軌道交通，並覆蓋區域內主要城鎮，以主要城市間1小時互通，以及珠江三角洲東部、中部和西部都市區內部1小時互通為目標。現己開通4條路線。

## 地铁線

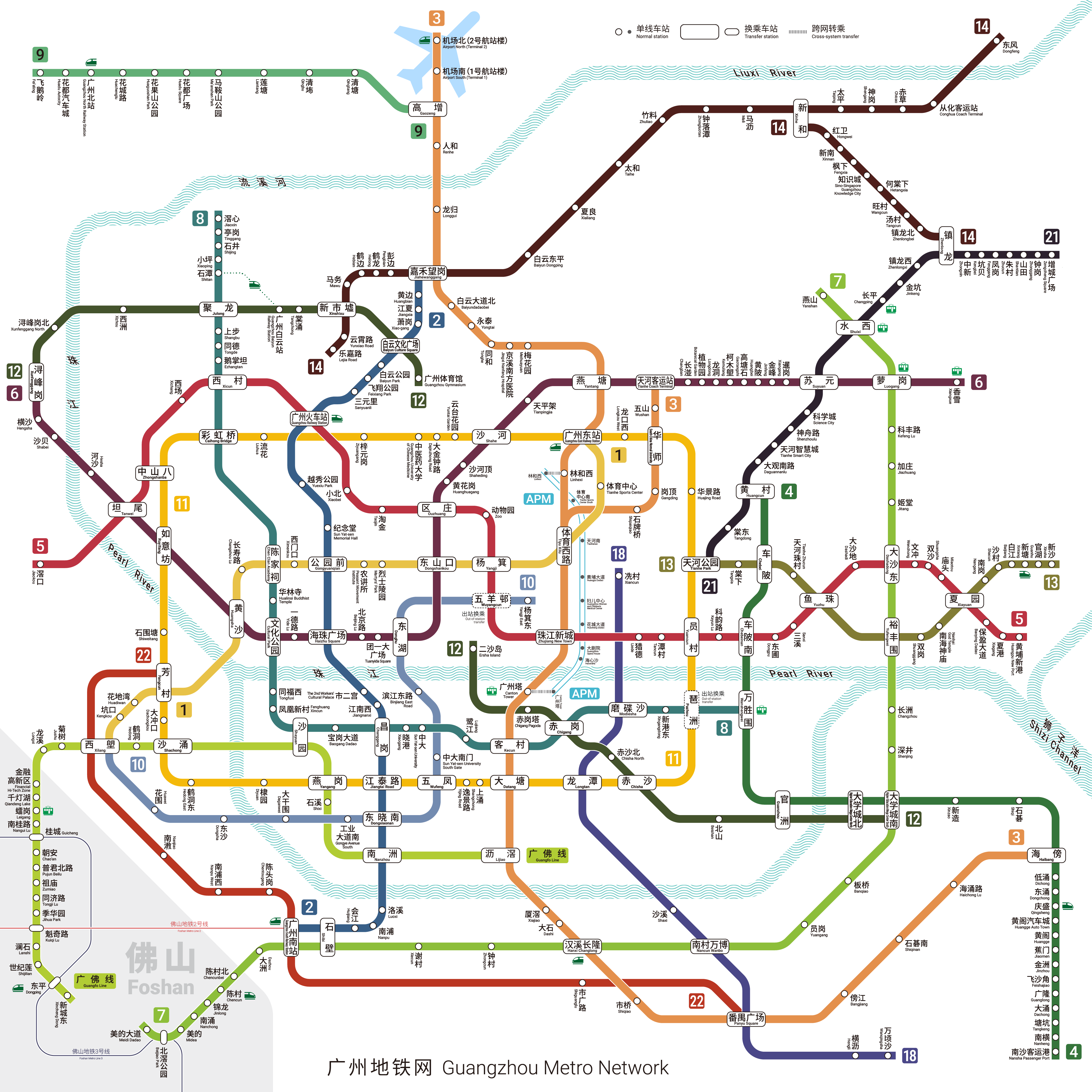
广州地铁网

广州地铁开通于1997年6月28日，是线网里程和客运量最大的地铁系统之一，向广州市的全部11个市辖区和佛山市的3个市辖区提供旅客运输服务。其中有约607.6公里16条线路为地铁制式，由广州地铁集团运营。票价按里程分段计算，起步价2元（使用岭南通、羊城通、广佛通等支付时，每月前15次享受9.5折优惠，第16次开始享受6折优惠）；另发行一日票（票价20元）、三日票（票价50元）。

## 轻型铁路系统
广州有轨电车现有两条线路，分别位于海珠区和黄埔区。
海珠有轨电车开通于2014年12月31日，长约7.7公里，设站11座，由广州有轨电车有限责任公司运营。可在广州塔站换乘广州地铁3号线和APM线，在万胜围站换乘广州地铁4号线和8号线。票价为全程一贯制2元，换乘地铁需另外购票，纳入广州市公交地铁优惠范围。
黄埔有轨电车1号线开通于2020年7月1日，长约14.3公里，设站19座，由广州有轨电车有限责任公司运营。可在地铁长平站和地铁水西站换乘广州地铁21号线（换乘车站分别为长平站和水西站），在市民广场站和地铁香雪站换乘广州地铁6号线（换乘车站分别为萝岗站和香雪站）。票价为全程一贯制2元，换乘地铁需另外购票，纳入广州市公交地铁优惠范围。

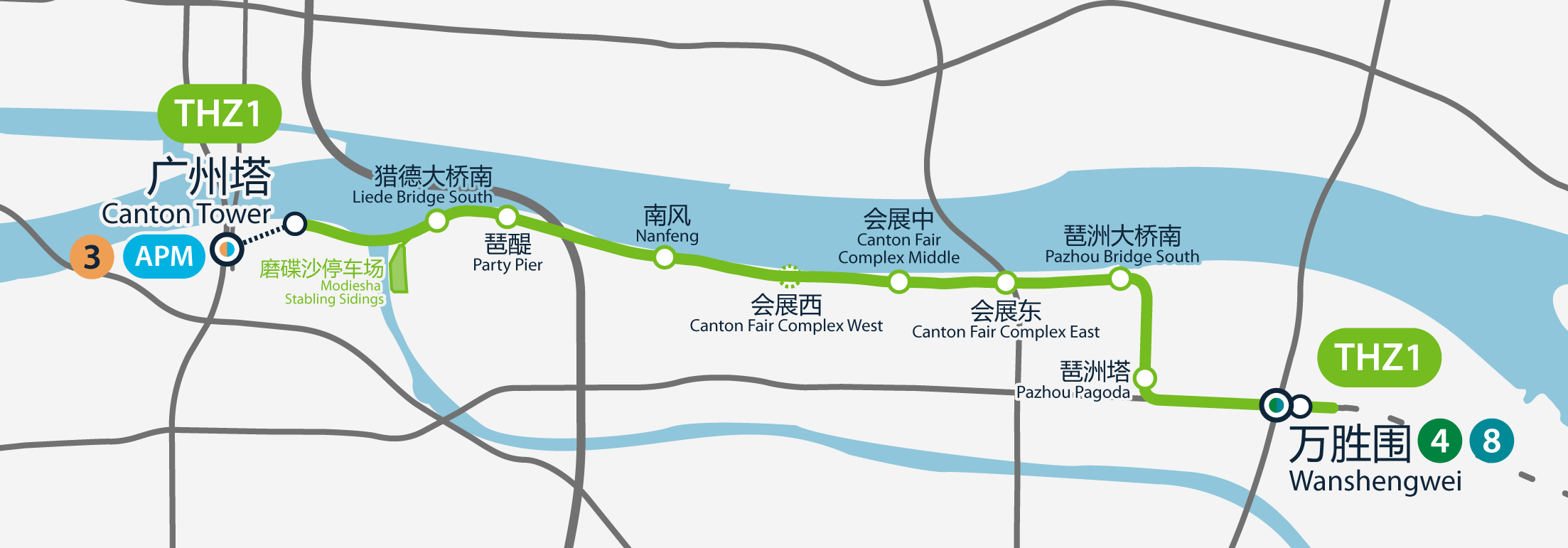
海珠有轨电车线路图
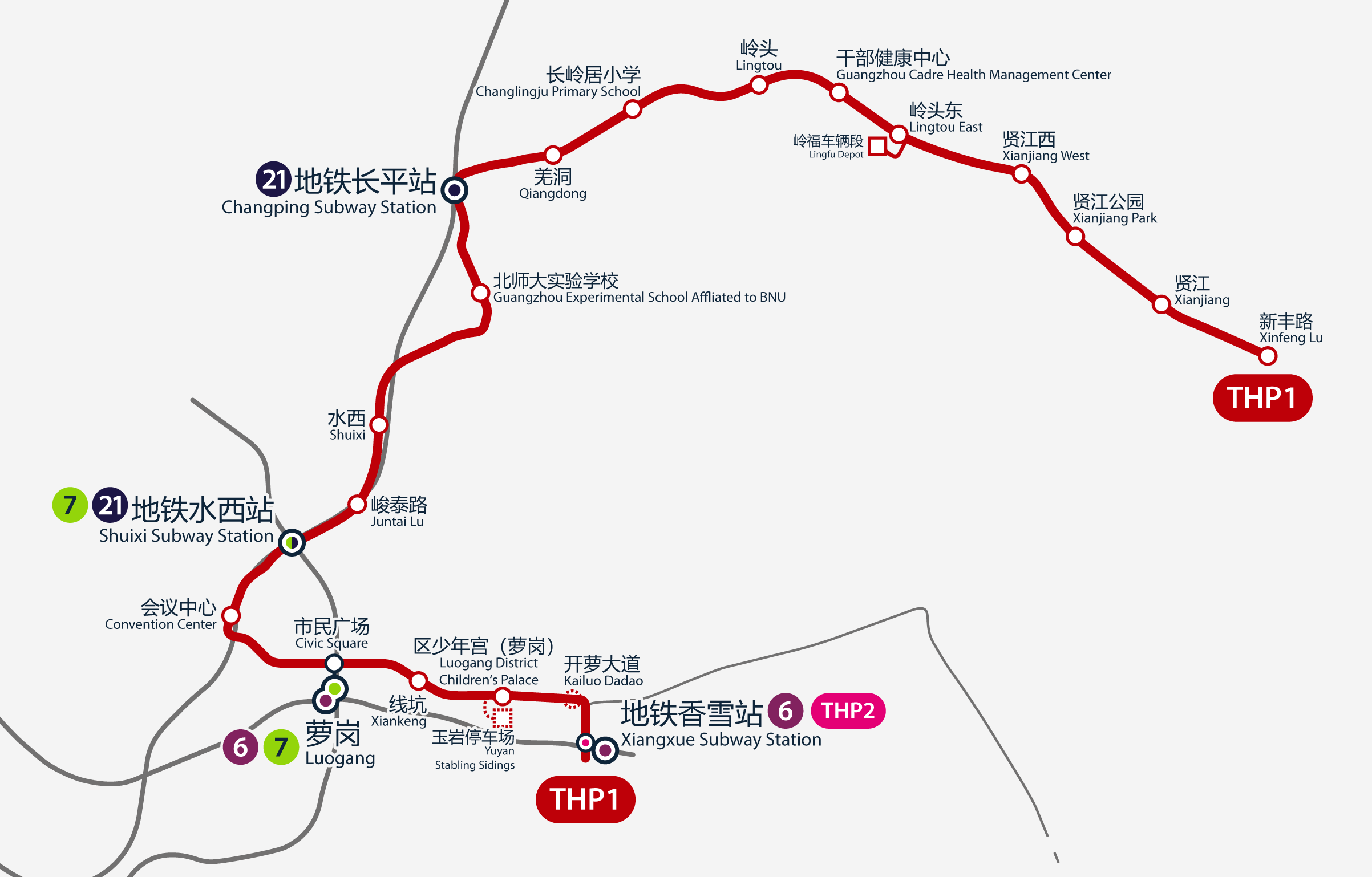
黄埔有轨电车1号线线路图

## 胶轮路轨系统

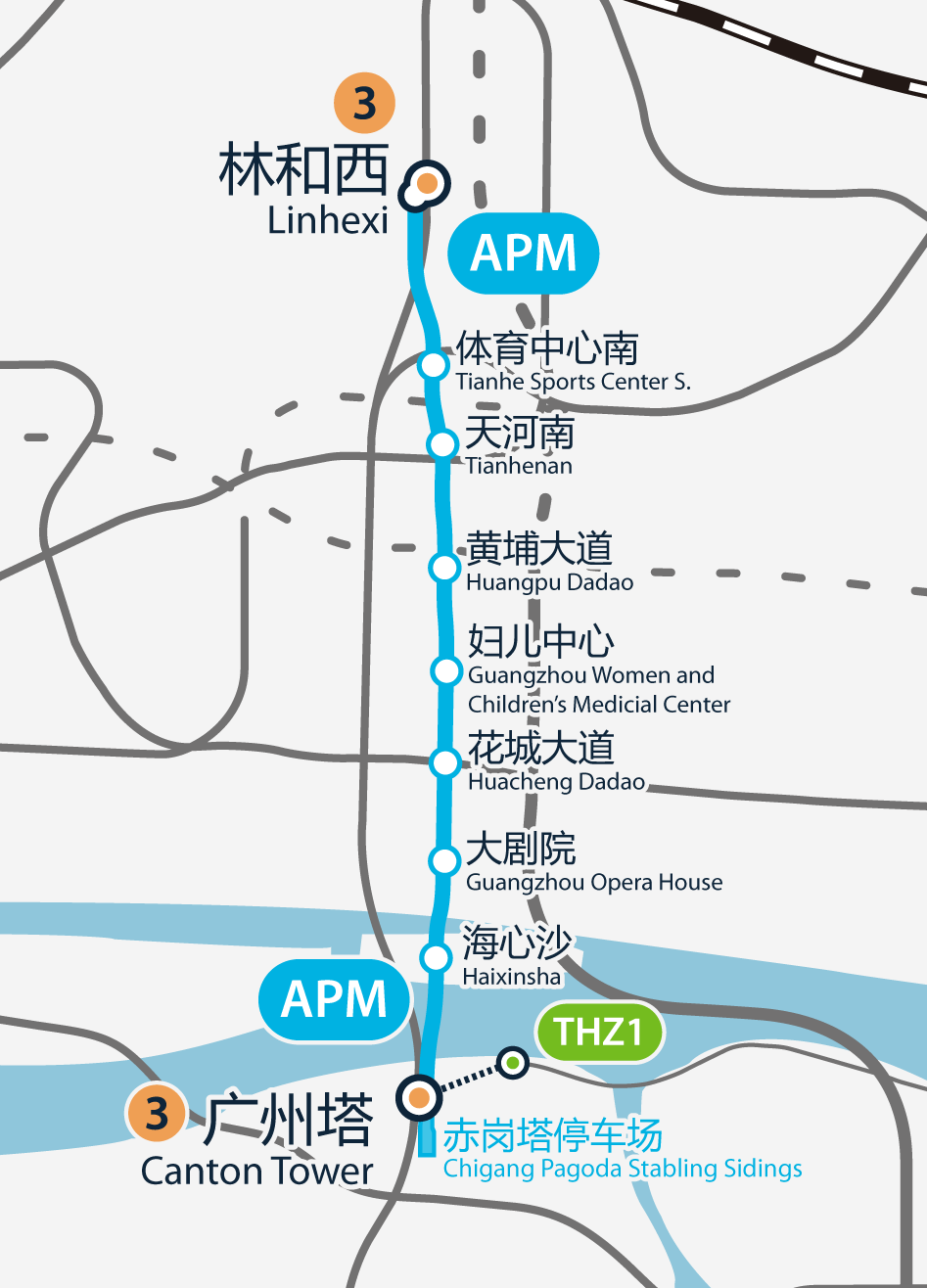
APM线线路图

APM线开通于2010年11月8日，胶轮路轨制式，全长约4公里，设站9座，由广州地铁集团下属事业部运营。可在林和西站和广州塔站换乘3号线，广州塔站还可换乘海珠有轨电车。票价为全程一贯制2元，换乘地铁需另外购票，纳入广州市公交地铁优惠范围。